# Апраксінське сільське поселення (Чамзінський район)
Апра́ксінське сільське поселення (рос. Апраксинское сельское поселение) — муніципальне утворення у складі Чамзінського району Мордовії, Росія. Адміністративний центр — село Апраксіно.

## Населення
Населення — 987 осіб (2019, 1169 у 2010, 1252 у 2002).

## Склад
До складу поселення входять такі населені пункти:
| Населений пункт          | Населення, осіб (2002) | Населення, осіб (2010) |
| ------------------------ | ---------------------- | ---------------------- |
| Апраксіно, село          | 935                    | 908                    |
| Карсаковка 1-а, присілок | 7                      | 5                      |
| Карсаковка 2-а, присілок | 4                      | 1                      |
| Наченали, село           | 285                    | 241                    |
| Обуховка, присілок       | 12                     | 6                      |
| Семеновка, присілок      | 4                      | 2                      |
| Тепловка, присілок       | 5                      | 6                      |